# Diváky
Diváky (en allemand : Diwak) est une commune du district de Břeclav, dans la région de Moravie-du-Sud, en République tchèque. Sa population s'élevait à 501 habitants en 2022.

## Géographie
Diváky se trouve à 7 km au nord-est de Hustopeče, à 28 km au nord-nord-ouest de Břeclav, à 27 km au sud-est de Brno et à 209 km au sud-est de Prague.
La commune est limitée par Šitbořice au nord-ouest et nord, par Klobouky u Brna à l'est, par Boleradice et Kurdějov au sud, et par Nikolčice à l'ouest.

## Histoire
La première mention écrite de la localité date de 1237.

## Galerie

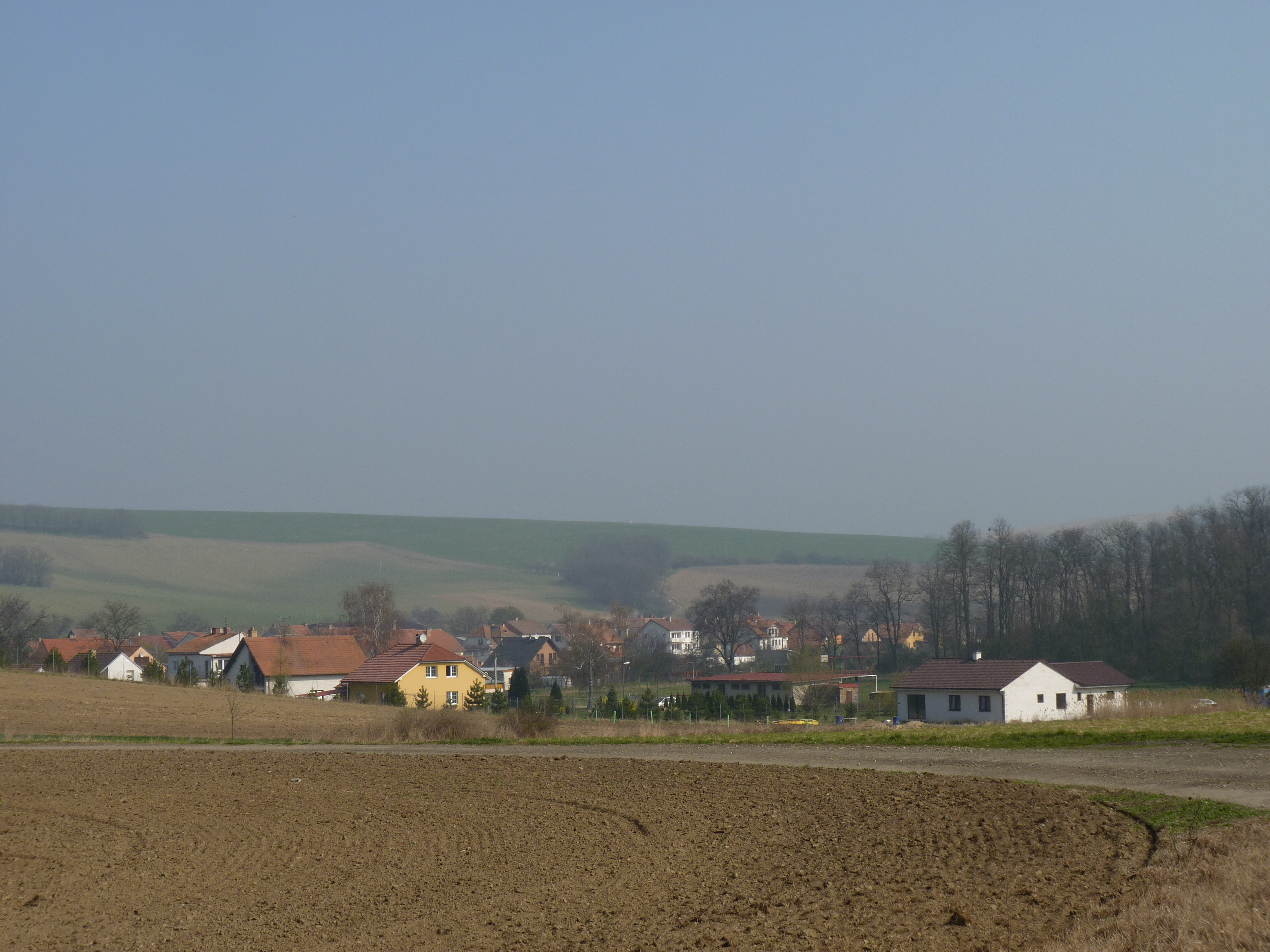
Panorama du village.
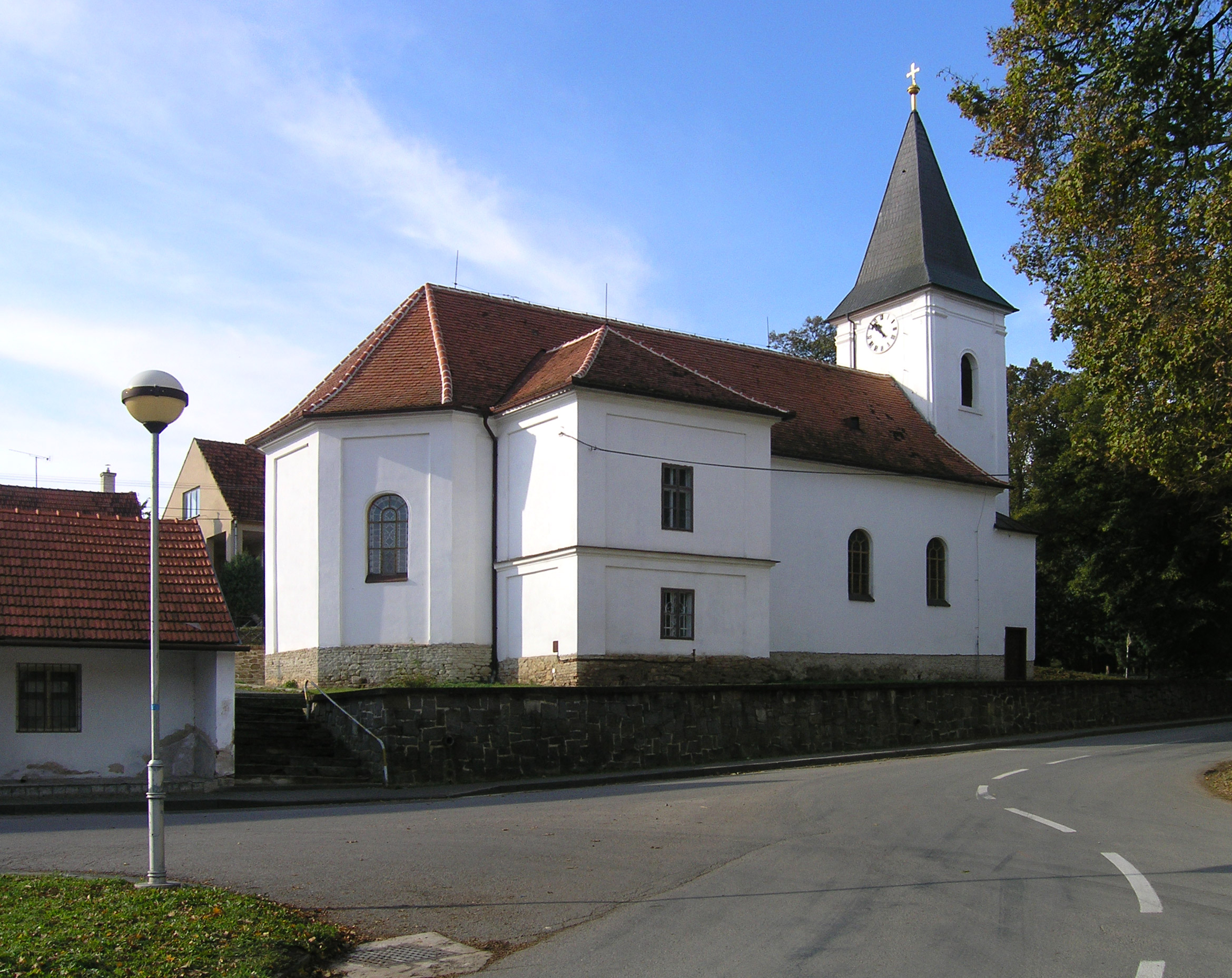
Église de l'Assomption.

## Transports
Par la route, Diváky se trouve à 10 km de Hustopeče, à 34 km de Brno, à 47 km de Břeclav et à 237 km de Prague. 